# コンデ＝アン＝ブリー
コンデ＝アン＝ブリー （Condé-en-Brie）は、フランス、オー＝ド＝フランス地域圏、エーヌ県のコミューン。

## 地理
コンデ＝アン＝ブリーは、古くはガロ＝ローマ時代の町であった。26のコミューンで構成される自治体間連合に属するコンデは、3つの河川の多くの深い峡谷が出会う場所で、『合流地点』（confluent）にふさわしい名称である。
コンデ城は、かつてガロ＝ローマ時代のヴィラがあった場所にたてられている。

## 由来
フランス革命時代、コミューンはヴァロン＝リーブル（Vallon-Libre）と改名させられていた。

## 歴史
コンデ＝アン＝ブリーの領主は、モンミライユ家、クシー家、バル伯、リュクサンブール＝リニー家、ブルボン＝ヴァンドーム家、ブルボン＝コンデ家、ブルボン＝ソワソン家、そしてサヴォワ＝カリニャン家と移り変わった。ブルボン＝コンデ家の家名の由来は、コンデ＝アン＝ブリーである。
コンデ＝アン＝ブリーにあったハンセン病患者病院は、1698年にシャトー＝ティエリの病院に統合された。

## 人口統計
| 1962年 | 1968年 | 1975年 | 1982年 | 1990年 | 1999年 | 2007年 | 2012年 |
| ------ | ------ | ------ | ------ | ------ | ------ | ------ | ------ |
| 623    | 592    | 653    | 609    | 591    | 626    | 633    | 658    |

source=1999年までLdh/EHESS/Cassini、2004年以降INSEE

## 史跡
- シャトー・ド・コンデ - ブルボン＝コンデ家の居城であった。歴史文化財
- サン・レミ教会 - 13世紀。歴史文化財
- レ・アル - 15世紀から16世紀。ドーリア式の柱で縁取られている。マリー・ド・リュクサンブール＝サン＝ポルによって建設。歴史文化財
- 洗濯場 - 中央はジャン・ド・ラ・フォンテーヌの寓話をもとに装飾されている

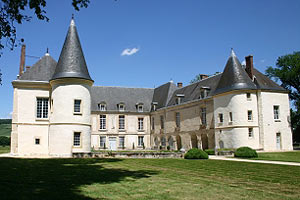
シャトー・ド・コンデ
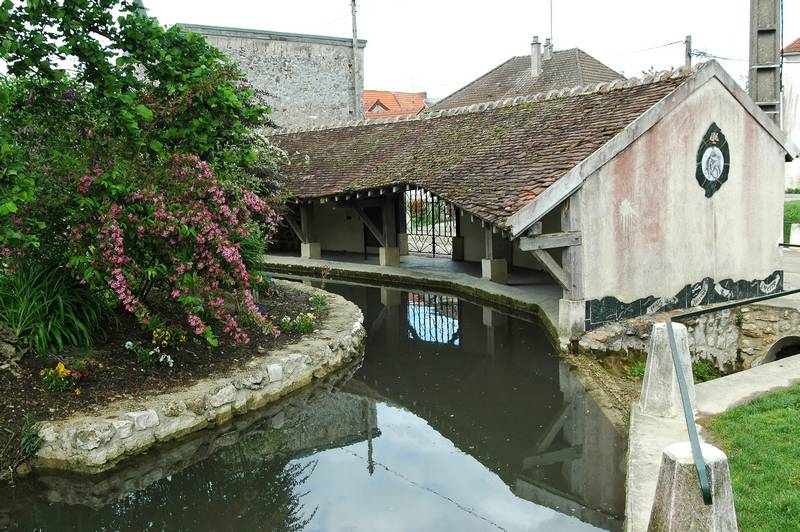
洗濯場
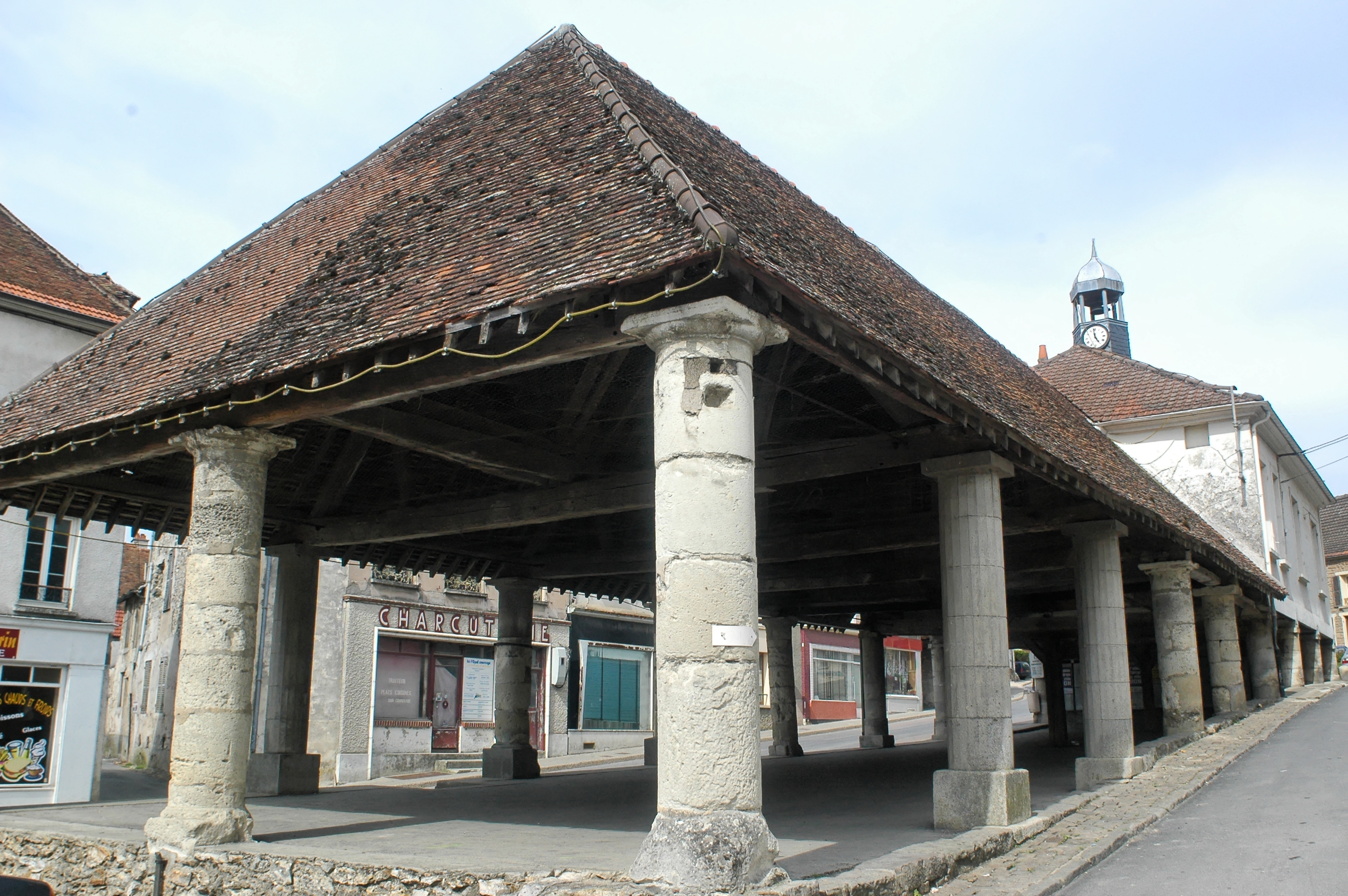
レ・アル